# 富育光
富育光（1933年5月—2020年2月5日），男，满族，黑龙江省瑷珲县人。中国民族学家，萨满及满族文化研究家，吉林省民族研究所研究员，长春师范大学萨满文化研究所名誉所长。

## 生平
1933年5月出生在瑷珲县大五家子满族聚居村落。从小受满族文化的熏陶，以及家族长辈逢年过节讲述满族传统说部“乌勒本”的影响，掌握了家族十余部著名的家传长篇说部故事。1958年毕业于东北人民大学中文系。毕业后被分配到中国社会科学院吉林省分院文学研究所工作。1959年春参与了《吉林省民歌集》的征集工作，赴延吉寻觅满族神话和传说。1962年成为《吉林日报》记者。1972年被抽调至吉林省输油管线建设指挥部，负责创办工程报纸。期间一直在黑龙江的农村参加田野调查，挖掘出几乎要失传的满族东海萨满史诗《乌布西奔妈妈》。1984年出版满族民间传说故事选《七彩神火》。1986年后致力于满族古老的传统说部“乌勒本”的搜集、整理与研究工作。曾任吉林省民族研究所研究员、长春师范大学萨满文化研究所名誉所长、吉林省民俗学会名誉理事长等职。是吉林省民间文艺家协会理事、副理事长，中国民间文艺家协会会员。2004年被查出脑血栓症。2010年受聘为吉林省文史研究馆馆员。
2020年2月5日晚23时56分在长春逝世，终年86岁。

## 荣誉
1993年起享受国务院政府特殊津贴。2007年获国家第八届中国民间文艺“山花奖”民间文艺成就奖，同年被文化部授予“非物质文化遗产保护工作先进个人”称号。2006年5月20日，“满族说部”经国务院批准列入第一批国家级非物质文化遗产名录。2008年获吉林省人民政府第九届长白山文艺奖成就奖。2012年被文化部认定为“满族说部”项目国家级代表性传承人。2014年6月，获长春市人民政府颁发的首届“长春君子兰文艺成就奖”。

## 著作
长期从事满族等北方民族民间文学的搜集、整理、研究及萨满文化研究。主要作品有《萨满教与神话》《满族萨满教研究》《萨满教女神》《萨满论》《萨满文化手记》《富育光民俗文化论集》《萨满文化论》《萨满艺术论》《满族民间萨满神书集成》《满族说部乌勒本概论》等。主编“满族口头遗产传统说部丛书”（吉林人民出版社）的《萨大人传》《乌布西奔妈妈》《东海沉冤录》《雪妃娘娘和包鲁嘎罕》《天宫大战西林安班玛发》《恩切布库》《雪山罕王传》《萨哈连老船王》《兴安野叟传》《莉坤珠逃婚记》《王杲传》《鳌拜巴图鲁》《鳇鱼贡》《金兀术传》等故事。